# Alando Tucker
Alando Tucker (Joliet, 11 de fevereiro de 1984) é um jogador norte-americano de basquete profissional que atuou na  National Basketball Association (NBA). Foi o número 29 do Draft de 2007.